# Санхуниатон
Санхуниатон, также Санхунйатон или Санхуниафон (др.-греч. Σαγχουνιάθων) — древний финикийский автор из Бейрута, живший, по словам Евсевия, «когда Семирамида была царицей Ассирии».
В трёх книгах изложил основные положения финикийской религии, почерпнутые им с колонн священных храмов до того, как они были «извращены жрецами последующих эпох».
Содержание его работ на финикийском языке было передано по-гречески Филоном Библским в «Истории Финикии», фрагменты из которой приводит церковный историк Евсевий в своей «Хронике».
В частности, Евсевий ссылается на Санхуниатона Беритянина в подтверждение того, что большинство языческих богов было основано на реальных исторических фигурах.
Германский филолог Фридрих Вагенфельд объявил, что им найдена в одном из монастырей Португалии рукопись, написанная Санхуниатоном и переведённая на греческий язык Филоном, и в 1836 году опубликовал книгу «Предыстория Финикии Санхуниатона».
Эта находка произвела огромное впечатление, так как Санхуниатон имелся до тех пор лишь в виде небольшого отрывка. Однако вскоре эта публикация была разоблачена как мистификация.
В Новое время было обращено внимание на то, что в глубокой древности, когда якобы жил Санхуниатон, Бейрут был всего лишь незначительным поселением. Сам факт его существования был поставлен под вопрос.
Однако раскопки, проведённые в середине XX века в Угарите, выявили множественные параллели сведениям Санхуниатона в подлинных финикийских текстах.